# Formule Zetec 2010
La Formule Zetec 2010 est la seconde saison de la Formule Zetec. En effet, le championnat initialement appelé Formula Zetec Trophy a été renommé.
Les deux derniers meetings devaient se dérouler à Nogaro et Dijon mais l'organisation en a décidé autrement en fin de saison.

## Engagés
| #  | Pilote             |
| -- | ------------------ |
| 1  | François Jeanneret |
| 2  | François Andre     |
| 3  | Patrick Pin        |
| 4  | John Salmona       |
| 5  | Laurent Di Nisi    |
| 6  | Jacques Vaillant   |
| 7  | Jo Zosso           |
| 8  | Bruno Tacussel     |
| 9  | Denis Lerch        |
| 10 | Teamco Eyra        |
| 11 | Gwenaël Delomier   |
| 12 | Claude Mauniat     |
| 13 | Daniel Carugati    |
| 14 | -                  |
| 15 | Deiter Hackel      |
| 16 | Miguel Da Silva    |
| 17 | Alain Mallot       |
| 18 | Benoit Fabre       |
| 19 | Raoul Scultore     |
| 20 | Vincent Eschrich   |
| 21 | Jean Michel Ogier  |
| 22 | Xavier Michel      |
| 23 | John Svensson      |
| 24 | Marc Bertolino     |

## Courses de la saison 2010
| Course            | Date               | Vainqueur | Vainqueur         |
| ----------------- | ------------------ | --------- | ----------------- |
| Paul Ricard       | 9, 10 et 11 avril  | R1        | Daniel Carugati   |
| Paul Ricard       | 9, 10 et 11 avril  | R2        | Jean-Michel Ogier |
| Charade           | 1 et 2 mai         | R1        | Manuel Béguinot   |
| Charade           | 1 et 2 mai         | R2        | Manuel Béguinot   |
| Lédenon           | 5 et 6 juin        | R1        | Jean-Michel Ogier |
| Lédenon           | 5 et 6 juin        | R2        | Jean-Michel Ogier |
| Spa-Francorchamps | 3 et 4 juillet     | R1        | Bernard Delhez    |
| Spa-Francorchamps | 3 et 4 juillet     | R2        | Manuel Béguinot   |
| Lédenon           | 18 et 19 septembre | R1        | Sylvain Debs      |
| Lédenon           | 18 et 19 septembre | R2        | Jo Zosso          |
| Magny-Cours       | 12 et 13 novembre  | R1        | Jo Zosso          |
| Magny-Cours       | 12 et 13 novembre  | R2        | Jo Zosso          |